# Deirdre Madden
Deirdre Madden (* 1960 in Toomebridge, County Antrim) ist eine irische Schriftstellerin.

## Leben
Deirdre Madden wurde 1960 im nordirischen County Antrim geboren. Sie hat am Trinity College in Dublin und an der University of East Anglia in Norwich studiert. Seit 1997 ist sie Mitglied von Aosdána. Am Trinity College in Dublin hält sie eine Position als Associate Professor für kreatives Schreiben.
Bis 2013 veröffentlichte Madden insgesamt zehn Romane, davon ein Kinderbuch. Ihre Bücher spielen zum größeren Teil in Irland, zu einem kleineren Teil auch in Italien. Im Mittelpunkt stehen fast ausschließlich jüngere Personen, oft, aber nicht nur, Frauen. Deren Lebensgeschichten und -umstände bilden den Ausgangspunkt für Untersuchungen von Fragen des Individuums in der als zerrissen empfundenen nordirischen Gesellschaft, der Natur der Kunst und der Rolle von Künstlern, der Beziehung zwischen Eltern, insbesondere Vätern, und Kindern, sowie des Verhältnisses zwischen Irland und Europa.

## Preise und Auszeichnungen
Deirdre Maddens Werk wurde mit verschiedenen Preisen ausgezeichnet, darunter 2024 dem mit 165.000 US-Dollar dotierten Windham–Campbell Literature Prize. Darüber hinaus erhielt sie unter anderem den Hennessey Award for Short Fiction (1979), den Rooney Prize for Irish Literature für ihren ersten Roman Hidden Symptoms (1987), den Somerset Maugham Award für The Birds of the Innocent Wood (1989) und den Kerry Group Irish Fiction Award für One By One in the Darkness (1997). Zudem stand sie mit ihren Romanen One By One in the Darkness (1996) sowie erneut Molly Fox’s Birthday (2009) zwei Mal in der Endausscheidung (Shortlist) für den Orange Prize for Fiction.

## Veröffentlichungen (Romane)
- 1986: Hidden Symptoms
- 1988: The Birds of the Innocent Wood
- 1993: Remembering Light and Stone
  - dt.:  Licht und Stein, Klett-Cotta, Stuttgart 1998, ISBN 3-608-93683-1
- 1994: Nothing Is Black
  - dt.: Die Farben des Sommers, Klett-Cotta, Stuttgart 1999, ISBN 3-608-93327-1
- 1996: One by One in the Darkness
- 2002: Authenticity
  - dt.: Eine Liebe in Dublin, Klett-Cotta, Stuttgart 2004, ISBN 978-3-608-93558-5
- 2005: Snake's Elbows (Red Apple) – Kinderbuch
- 2007: Thanks for Telling Me, Emily
- 2008: Molly Fox’s Birthday
- 2013: Time Present and Time Past